# Lou Lampros
Lou Lampros, née le 15 novembre 2001 à Paris, est une actrice française.
Elle apparaît pour la première fois au cinéma en 2019 dans le film Madre du réalisateur Rodrigo Sorogoyen. Elle est notamment connue grâce à son rôle de Marion dans le long-métrage dramatique Ma nuit.

## Biographie

### Enfance et formation
Lou Lampros naît le 15 novembre 2001 à Paris. Elle est d’origine américaine et grecque par son père. Elle grandit dans le quartier du Marais, dans le quatrième arrondissement de la capitale,, entourée d’une famille d’artistes. Sa mère est sculptrice et son père est architecte. Sa belle-mère est, quant à elle, écrivaine. Son beau-père, Geoffroy Couteau, est pianiste classique et concertiste. Jusqu'à l’âge de 13 ans, elle étudie le piano au conservatoire et prend des cours de théâtre. En 2022, elle intègre le conservatoire Camille Saint-Saëns dans le huitième arrondissement.

### Carrière
À l'âge de quatorze ans, Lou Lampros est repérée au cours d'un casting sauvage sur les quais de Seine. Sur les conseils de la photographe italienne Alice Rosati, elle s'essaye au mannequinat. En parallèle de cela, elle débute au cinéma et apparaît pour la première fois sur le grand écran en 2019 dans le long-métrage Madre du réalisateur espagnol Rodrigo Sorogoyen. En 2020, elle fait ses premiers pas à la télévision dans la série télévisée Mortel, de Frédéric Garcia. Cette même année, elle apparaît dans la comédie dramatique américaine The French Dispatch, de Wes Anderson, puis dans le film dramatique français Médecin de nuit d'Élie Wajeman,.
En 2021, Lou Lampros campe le personnage Lola dans le long métrage De son vivant d'Emmanuelle Bercot. En 2022, elle apparaît dans le long-métrage dramatique Ma nuit, réalisé par Antoinette Boulat. Elle interprète le personnage de Marion, une jeune femme de 18 ans errant dans Paris la nuit et en pleine introspection sur elle-même. Sa performance est remarquée et lui permet de faire partie des 31 révélations des César 2023. Toujours en 2022, elle incarne Elsa dans le film de Lucas Delangle, Jacky Caillou,.

## Filmographie

### Cinéma

#### Longs métrages
- 2019 : Madre de Rodrigo Sorogoyen : Caroline
- 2020 : The French Dispatch de Wes Anderson : Simone, jeune
- 2020 : Médecin de nuit d'Élie Wajeman : Nadège
- 2021 : De son vivant d'Emmanuelle Bercot : Lola
- 2021 : Ma nuit d'Antoinette Boulat : Marion
- 2022 : Jacky Caillou de Lucas Delangle : Elsa
- 2022 : Terter d'Aurélie Mimoun :
- 2024 : Vivre, mourir, renaître de Gaël Morel : Emma

#### Courts métrages
- 2020 : Venise n'existe pas d'Ana Girardot : Louise
- 2021 : Le Voisin de Lou d'Hector Alboulker : Lou
- 2021 : Presque au bout du monde de Victor Boyer : Hélène Eskaz

### Télévision

#### Séries télévisées
- 2019-2021 : Mortel de Frederik Garcia : Juliette Wanderwelt (6 épisodes)
- 2022 : Irma Vep (mini-série) d'Olivier Assayas : Galatée (1 épisode)
- 2023 : Terrain sensible (mini-série) d'Aurélie Meimon et Daphné Chollet : Inès
- 2023 : Fortune de France (mini-série) de Christopher Thompson : Helix